# Chiesa di San Pietro Apostolo (Fontanelle)
La pieve di San Pietro Apostolo è la parrocchiale di Fontanelle, in provincia di Treviso e diocesi di Vittorio Veneto; fa parte della forania Opitergina.

## Storia
Fontanelle porta il titolo di pieve già dal Medioevo, ma non si sa quando divenne parrocchia autonoma.
L'attuale chiesa fu costruita nel XV secolo e consacrata il 14 settembre 1480.
Nell'arco dei secoli venne restaurata più volte e, fra il 1769 e il 1773, fu ampliata su impulso dell'arciprete don Antonio Comin.
Cento anni dopo, e più precisamente tra il 1870 e il 1873, l'edificio mutò completamente aspetto con la costruzione delle navate laterali.

## Descrizione

### Esterno
La facciata a salienti della chiesa, rivolta a sudovest, è scandita da lesene, sorreggenti il frontone in cui si apre un oculo, e presenta centralmente il portale d'ingresso timpanato e, nelle ali laterali, due finestre.
Annesso alla parrocchiale è il campanile a pianta quadrata, la cui cella presenta su ogni lato una bifora ed è coronata dalla guglia piramidale poggiante sul tamburo a base ottagonale.

### Interno
All'interno della chiesa, che presenta complessivamente un aspetto rinascimentale, sono conservati cinque altari risalenti al XVIII secolo, di marmo policromo con bassorilievi e intarsi.
Opere di rilievo sono la pala dell'altar maggiore, raffigurante l'Assunta, di Francesco Montemezzano; una pala raffigurante la Vergine del Rosario di Francesco Frigimelica il vecchio; due teleri rappresentanti l'Adorazione dei Magi e la Parabola delle vergini stolte e prudenti, attribuiti rispettivamente a Giovanni Battista Pittoni e ad Antonio Balestra e altre opere pittoriche minori.
Degno di nota è anche il fonte battesimale, in pietra scolpita a motivi floreali rinascimentali, opera di Matteo da Fontanelle (XV secolo), sormontato da una cuspide lignea intagliata, probabilmente seicentesca.
In controfacciata è collocato l'organo, costruito da Giovanni Battista De Lorenzi nel 1863 e restaurato filologicamente da Francesco Zanin nel 1996.